# Новий Двур (Іновроцлавський повіт)
Новий Двур (пол. Nowy Dwór) — село в Польщі, у гміні Домброва-Біскупія Іновроцлавського повіту Куявсько-Поморського воєводства.
Населення — 118 осіб (2011).
У 1975-1998 роках село належало до Бидгощського воєводства.

## Демографія
Демографічна структура станом на 31 березня 2011 року:
|          | Загалом | Допрацездатний вік | Працездатний вік | Постпрацездатний вік |
| -------- | ------- | ------------------ | ---------------- | -------------------- |
| Чоловіки | 62      | 18                 | 39               | 5                    |
| Жінки    | 56      | 17                 | 31               | 8                    |
| Разом    | 118     | 35                 | 70               | 13                   |